# Ildikó Gulyás
Ildikó Gulyás (Budapest, 18 ottobre 1960) è un'ex cestista ungherese.
È la sorella di Éva Gulyás.

## Carriera
Con l'Ungheria ha disputato i Giochi olimpici di Mosca 1980 e tre edizioni dei Campionati europei (1980, 1981, 1985).